# Szkło (singel Mortalcia)
SZKŁO – singel polskiego influencera Mortalcia, który został wydany pod pseudonimem Mortal. Singel został wydany 12 lutego 2023. Tekst utworu został napisany przez Patryka Barana.
Nagranie otrzymało w Polsce status platynowej płyty 25 września 2024.
Singel zdobył ponad 7 milionów wyświetleń w serwisie YouTube (na styczień 2024) oraz ponad 11 milionów odsłuchań w serwisie Spotify (na styczeń 2024).

## Nagrywanie
Utwór został wyprodukowany przez Jonatana. Za mix/mastering utworu odpowiada również Jonatan. Tekst do utworu został napisany przez Patryka Barana, pseudonim Mortal albo Mortalcio.

## Certyfikaty
| Kraj          | Certyfikat      |
| ------------- | --------------- |
| Polska (ZPAV) | platynowa płyta |